# Bekännelsen (2020)
Bekännelsen från 2020 är en dokumentärfilm som handlar om en man, Ahmed Skjetne (tidigare Leif Skjetne), som varit präst i Svenska kyrkan i 30 år. Han bestämde sig sedan för att konvertera till islam. Ahmed var verksam i Skillingaryds pastorat i 15 år. Hans nya hemland är nu Marocko. Bekännelsen har regisserats av Tomas Blideman och Alex Bolevin.
De bekentenis uit 2020 is een documentaire over een man, Ahmed Skjetne (voorheen Leif Skjetne), die al 30 jaar priester is in de Kerk van Zweden. Hij besloot toen om zich tot de islam te bekeren. Ahmed was 15 jaar actief in het pastoraat van Skillingaryd. Zijn nieuwe vaderland is nu Marokko. The Confession is geregisseerd door Tomas Blideman en Alex Bolevin.[1][2]